# Échographie abdominale
L'échographie abdominale est une forme d'échographie médicale (application médicale de la technologie des ultrasons) permettant de visualiser les structures anatomiques abdominales. Il utilise la transmission et la réflexion des ondes ultrasonores pour visualiser les organes internes à travers la paroi abdominale (à l'aide de gel, qui aide à la transmission des ondes sonores). Pour cette raison, la procédure est également appelée échographie transabdominale, contrairement à l'échographie endoscopique, cette dernière combinant l'échographie et l'endoscopie en visualisant les structures internes à l'intérieur des organes creux. Les examens échographiques abdominaux sont réalisés par des gastroentérologues ou autres spécialistes en médecine interne, des radiologues ou des échographistes formés à cette procédure.

## Utilisations médicales
L'échographie abdominale peut être utilisée pour diagnostiquer des anomalies dans divers organes internes, tels que les reins, le foie, la vésicule biliaire, le pancréas, la rate et l'aorte abdominale . Si l'échographie Doppler est ajoutée, le flux sanguin à l'intérieur des vaisseaux sanguins peut également être évalué (par exemple, pour rechercher une sténose de l'artère rénale ). Il est couramment utilisé pour examiner l'utérus et le fœtus pendant la grossesse ; c'est ce qu'on appelle l'échographie obstétricale,. L'échographie abdominale est couramment utilisée dans le cadre de douleurs abdominales ou d'un abdomen aigu (syndrome douloureux abdominal soudain et/ou sévère dans lequel une intervention chirurgicale peut être nécessaire), dans lequel elle peut diagnostiquer une appendicite ou une cholécystite. L'échographie peut également être utilisée en cas de suspicion d'hypertrophie d'un ou de plusieurs organes, comme celle utilisée dans le dépistage de l'anévrisme de l'aorte abdominale, l'investigation de la splénomégalie ou la rétention urinaire.
L'échographie peut être utilisée pour des informations anatomiques supplémentaires pour les patients présentant une fonction rénale anormale ou des enzymes pancréatiques (amylase pancréatique et lipase pancréatique).

Mesure standard de l'aorte abdominale

Il peut être utilisé sur l'aorte abdominale pour détecter ou exclure un anévrisme de l'aorte abdominale. À cette fin, la mesure aortique standard pour l'anévrisme de l'aorte abdominale se situe entre les marges extérieures de la paroi aortique. Dans les cas de mononucléose infectieuse, la splénomégalie est un symptôme courant, et les prestataires de soins de santé peuvent envisager d'utiliser une échographie abdominale pour mieux comprendre l'état d'une personne. Cependant, étant donné que la taille de la rate varie considérablement, l'échographie n'est pas une technique valable pour évaluer l'hypertrophie de la rate et ne doit pas être utilisée dans des circonstances typiques ou pour prendre des décisions de routine concernant l'aptitude à la pratique d'un sport.

### Échographie abdominale appliquée à l'urgence

#### Échographie du péritoine
L’échographie est actuellement l'examen de référence dans le diagnostic d'épanchement péritonéal liquidien en raison de sa disponibilité immédiate, de sa performance et l'absence de rayonnement ionisant. L’analyse des trois zones, quadrants supérieur droit, supérieur gauche et sus-pubien, permet une exploration complète de la cavité péritonéale et d'affirmer ou d'infirmer la présence d'un hydro ou hémopéritoine significatif. En lien avec l'examen clinique et biologiques, l'échographie est utile devant une pathologie aiguë de l'abdomen d'origine traumatique ou non.

#### Échographie clinique et spécialisée
L’échographie clinique correspond à une échographie répondant à une question clinique précise comme la recherche d’une cause de douleur ou l’élimination d’un signe clinique (absence de calcul ou absence d’épanchement). L’échographie clinique permet d’obtenir des informations qui facilitent la prise de décision rapide liée au contexte clinique.
Alors que l'échographie spécialisée permet de confirmer ou d'infirmer des hypothèses diagnostiques ou pronostiques dans des situations cliniques complexes.
Dans une analyse globale, les deux approches d'échographies cliniques et spécialisée sont complémentaires.

#### Échographie des voies biliaires
La douleur abdominale est un signe fonctionnel fréquent en situation d'urgence et l'une des principales causes de consultation des services d'urgences. Aux États-Unis, environ 20 % de la population de plus de 65 ans et environ 10 % de la population adulte dans son ensemble ont des calculs biliaires.  L'échographie est l'examen de référence et de première intention pour analyser les pathologies biliaires du fait de sa proximité avec le foie qui est un organe plein et donc présentant une bonne échogénicité. Devant une douleur abdominale aiguë, l'échographie abdominopelvienne est l'examen de première intention en cas de suspicion de cholécystite surtout chez la femme en âge de procréer. Les signes échographiques en faveur d'une cholécystite lithiasique sont en particulier la présence d'une lithiase enclavée, l'épaississement de la paroi vésiculaire, l'hydrocholécyste et le signe de Murphy échographique. Les signes évoquant une cholique hépatique seront surtout l'association d'une lithiase visible, à l'absence d'autre signe de cholécystite dans un contexte clinique évocateur. Enfin, la visualisation d'une lithiase dans la voie biliaire principale, étant difficile, le seul signe d'angiocholite qui pourra conforter cette hypothèse sera la dilatation des voies biliaires intrahépatiques visibles par des images en rail intrahépatique.

#### Échographie clinique en cas de douleur abdominopelvienne aiguë non traumatique
Souvent mal systématisées, les douleurs abdominales englobent un grand nombre de pathologies. L'examen clinique est souvent peu sensible et peu spécifique. Le scanner abdominal n'est pas possible de manière systématique pour des raisons de disponibilité, de coût et de risque sanitaire lié aux radiations. Devant la diversité des pathologies associées au symptôme de douleur abdominale en urgence, l'échographie clinique permet d'augmenter la précision diagnostique et d'accélérer la prise en charge en ciblant des diagnostics d'urgence. Devant une suspicion diagnostique de pathologie accessible à l'échographie clinique, l'examen permettra une orientation en urgence vers une chirurgie en cas de pathologie grave et d'état clinique précaire (GEU, AAA), ou d'améliorer la probabilité prétest avant la réalisation d'examens complémentaires. Devant une douleur abdominale non étiquetée, l'échographie clinique permettra de trouver des arguments complémentaires pouvant aider le médecin à améliorer son hypothèse diagnostique.

#### Échographie de l'aorte abdominale
Les affections aortiques aiguës relèvent d'une prise en charge en urgence du fait du pronostic sombre en cas de rupture d'anévrysme. L'examen clinique est souvent peu contributif. La palpation d'une masse abdominale pulsatile est observée dans moins de 20 % des cas. La principale hypothèse diagnostique formulée devant un anévrisme de l'aorte abdominale (AAA) symptomatique est une colique néphrétique. Il y a une corrélation entre la mortalité et le délai d'établissement du diagnostic. La réalisation d'une technique d'échographie clinique permettant d'objectiver un AAA peut donc sembler utile chez les patients présentant des facteurs de risques cardiovasculaires et des symptômes abdominaux. Devant la différence de mortalité globale entre les diagnostics d'AAA établis dans des centres où la chirurgie est possible versus ceux où un transfert est nécessaire, cette technique peut prendre sa place en médecine d'urgence préhospitalière.
Dans le cadre d'un syndrome aortique aigu, la découverte d'une anomalie compatible améliore significativement la rapidité de prise en charge du patient et donc, sa survie. Compte tenu de la mauvaise sensibilité de l'examen clinique, la visualisation de l'AA devrait être systématique chez tout patient porteur de facteurs de risques cardiovasculaires et pris en charge pour un syndrome abdominal aigu, en particulier si celui-ci évoque une colique néphrétique.

#### Détection de calculs
L'imagerie par ultrasons est utile pour détecter les calculs, par exemple les calculs rénaux ou les calculs biliaires, car ils créent une ombre ultrasonore clairement visible derrière le calcul[réf. nécessaire]. L'échographie peut être utilisée pour guider des procédures telles que le traitement des calculs rénaux par lithotritie extracorporelle par ondes de choc, biopsies à l'aiguille ou paracentèse (drainage à l'aiguille du liquide libre à l'intérieur de la cavité abdominale )[réf. nécessaire].

### Foie

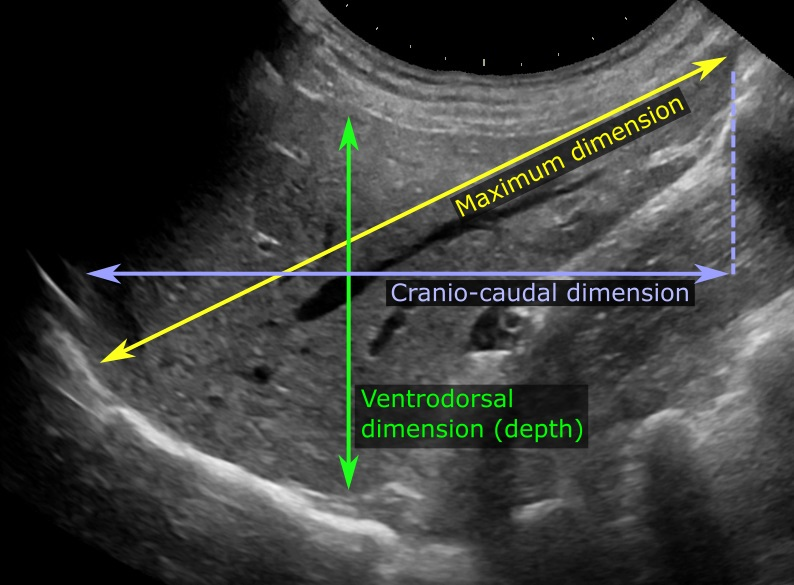
Échographie du foie avec quelques mesures standard

Chez les patients dont les tests de la fonction hépatique sont perturbés, l'échographie peut montrer une augmentation de la taille du foie (hépatomégalie), une réflectivité accrue (qui pourrait, par exemple, indiquer une cholestase), des maladies de la vésicule biliaire ou des voies biliaires ou une tumeur du foie. L'échographie des tumeurs hépatiques comporte deux étapes : la détection et la caractérisation[réf. nécessaire]. La détection des tumeurs est basée sur les performances de la méthode et doit inclure des informations morphométriques (dimensions sur trois axes, volume) et des informations topographiques (nombre, emplacement spécifiant le segment hépatique et le lobe/lobes). La spécification de ces données est importante pour la stadification des tumeurs hépatiques et le pronostic[réf. nécessaire]. La caractérisation de tumeur est un processus complexe basé sur une somme de critères menant vers la définition de nature de tumeur. Souvent, d'autres procédures de diagnostic, notamment interventionnelles, ne sont plus nécessaires. La caractérisation tumorale par la méthode échographique sera basée sur les éléments suivants : consistance (solide, liquide, mixte), échogénicité, aspect structurel (homogène ou hétérogène), délimitation du parenchyme hépatique adjacent (capsulaire, imprécis), élasticité, effet de rehaussement acoustique postérieur, la relation avec les organes ou structures de voisinage (déplacement, invasion), la vascularisation (présence et caractéristiques en échographie Doppler et en échographie de contraste (ECUS)[réf. nécessaire].

### Échographie rénale

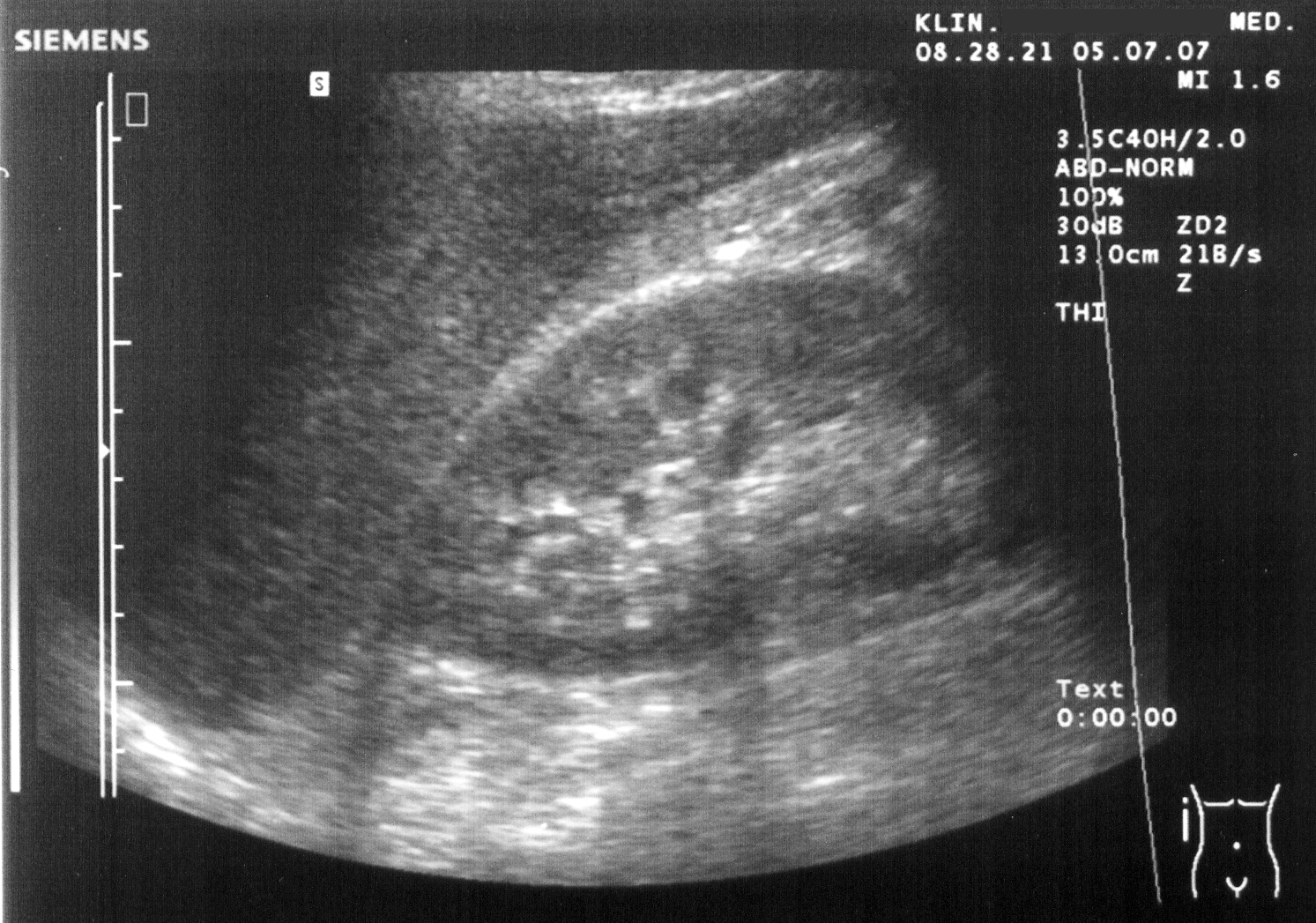
Échographie d'un rein (côté droit)

L'échographie des reins est essentielle dans le diagnostic et la prise en charge des maladies rénales. Les reins sont facilement examinés et la plupart des modifications pathologiques des reins se distinguent par échographie.

## Technique
Les avantages de l'imagerie par ultrasons des structures abdominales sont que la procédure peut être effectuée rapidement, au lit, n'implique aucune exposition aux rayons X (ce qui la rend utile chez les patientes enceintes, par exemple) et est peu coûteuse par rapport à d'autres techniques souvent utilisées telles que la tomodensitométrie (CT scan) de l'abdomen ou l'IRM. Les inconvénients sont une imagerie gênante si beaucoup de gaz est présent à l'intérieur des intestins, s'il y a beaucoup de graisse abdominale. Le dernier inconvénient de l'échographie est son caractère opérateur dépendant c'est-à-dire que la qualité de l'imagerie dépend de l'expérience de la personne qui la réalise. L'imagerie se produit en temps réel et sans sédation, de sorte que l'influence des mouvements peut être évaluée rapidement. Par exemple, en pressant la sonde échographique contre la vésicule biliaire, un signe radiologique de Murphy peut être obtenu. À travers la paroi abdominale, on peut voir des organes à l'intérieur du bassin, comme la vessie ou les ovaires et l'utérus chez la femme. L'eau étant un excellent conducteur pour les ondes ultrasonores, la visualisation de ces structures nécessite souvent une vessie bien remplie (ce qui signifie que le patient doit boire beaucoup d'eau avant l'examen). Le foie peut être imagé en faisant glisser la sonde de manière sagittale de médial à latéral dans la région sous-côtière. Cependant, si la majorité du parenchyme hépatique est située en haut derrière les côtes, le sujet peut être invité à respirer profondément pour pousser le foie dans l'abdomen pour une meilleure visibilité du foie. Si le foie n'est toujours pas visualisé, le sujet peut être roulé vers la position latérale gauche pour déplacer le foie hors des côtes. Ensuite, la sonde échographique est tournée de 90 degrés pour accéder au foie dans un plan axial depuis le dôme du diaphragme jusqu'au segment inférieur du foie.